# Louis Auguste de Bourbel de Montpinçon
Louis Auguste de Bourbel de Montpinçon, né le 27 décembre 1774 à Dieppe et mort le 8 février 1858 à Rouen, est un colonel français.

## Biographie
Il est présenté de minorité à l'âge de six ans dans l'ordre de Saint-Jean de Jérusalem (1780)  mais ne sera pas chevalier car il fait la campagne de 1792 dans l'Armée des Princes.
En 1791, après la capture du roi Louis XVI lors de la fuite de Varennes, l'Assemblée nationale décrète la déchéance du roi. Une pétition circule, incluant 650 noms de personnes offrant leur liberté et leur vie en garantie que le roi ne quittera pas le territoire. Louis Auguste de Bourbel de Montpinçon, qualifié de « chevalier de Malte », figure sur cette liste avec son père et ses deux frères,.
Il sert dans la marine de Malte du 10 février au 12 juin 1798 mais ne peut faire ses caravanes du fait de l'occupation de l'île par les Français et ne pourra pas être élevé à la charge de chevalier de Malte. Il est nommé le 3 septembre 1800 aide de camp du général Baudot. Il fait ensuite toutes les campagnes de l'Empire. Il est blessé de deux coups de feu lors de la campagne d'Égypte, par un boulet à la bataille de Dennewitz et d'un coup de mitraille au pied gauche à Leipzig où il est fait prisonnier en 1813. Il devient lieutenant-colonel des chasseurs à cheval en 1813, puis colonel du 10e cuirassiers. Il prend sa retraite après la révolution de 1830.
À sa mort, il demeure quai Napoléon à Rouen. Il est inhumé au cimetière monumental de Rouen.

## État des services
- 1792 : Gendarme dans la gendarmerie dite « de Lunéville »
- 1798 : Novice dans la marine de Malte[5]
- 1798 : Lieutenant dans la Légion maltaise[5]
- 1798 : Capitaine dans la Légion nautique
- 1800 : Aide de camp auprès du général Baudot
- 1802 : Capitaine au 26e régiment de chasseurs
- 1811 : Chef d'escadron au 7e régiment de chasseurs à cheval
- 1813 : Major
- 1822 : Lieutenant-colonel au régiment de chasseurs à cheval de l'Allier
- 1825 : Colonel au 10e régiment de cuirassiers.

## Décorations, titres, honneurs
- Chevalier de la Légion d'honneur (16 juin 1804)
- Officier de la Légion d'honneur (17 juin 1812)[6]
- Chevalier de l'ordre royal et militaire de Saint-Louis (18 août 1819)
- Médaille de Sainte-Hélène (1857)